# Centrostephanus rubricingulus
Centrostephanus rubricingulus is een zee-egel uit de familie Diadematidae.
De wetenschappelijke naam van de soort werd in 1921 gepubliceerd door Hubert Lyman Clark.